# Platytomus mongolicus
Platytomus mongolicus är en skalbaggsart som beskrevs av Medvedev 1974. Platytomus mongolicus ingår i släktet Platytomus och familjen Aphodiidae. Inga underarter finns listade i Catalogue of Life.